# بسته‌نگار
بسته‌نگار نام یک گوشه در ردیف موسیقی ایرانی و همچنین نام یکی از مقام‌های خانوادهٔ سه‌گاه در موسیقی ترکی و عربی است.
اگرچه عنصرالمعالی در قابوس‌نامه (قرن پنجم هجری) به یک پرده (مقام) با نام «بسته» اشاره کرده‌است، اما قدیمی‌ترین اشاره به نام «بسته‌نگار» در آثار صفی‌الدین ارموی است (قرن هفتم هجری) که در آن‌ها از بسته‌نگار به عنوان یک مقام فرعی نام برده شده‌است. در آثار موسیقی‌دان‌های بعدی (از جمله عبدالقادر مراغه‌ای)، بسته‌نگار به عنوان یکی از شعبه‌های بیست و چهارگانه نام برده‌شده‌است ولی چند قرن بعد فرصت‌الدوله شیرازی بسته‌نگار را مترادف رهاوی (یکی از مقام‌های اصلی) دانسته‌است.
در موسیقی معاصر، بسته‌نگار سرنوشت دوگانه‌ای پیدا کرده‌است؛ از یک سو در موسیقی عربی و ترکی به عنوان یک مقام فرعی (از خانوادهٔ مقام‌های سه‌گاه) محفوظ مانده‌است، و از سوی دیگر در موسیقی ایرانی به عنوان یک گوشه در دستگاه‌های مختلف نام برده می‌شود و ساختار مُدال مشخصی هم ندارد. در موسیقی ایرانی گوشهٔ بسته‌نگار به‌ویژه در آوازهای بیات ترک و افشاری به کار می‌رود اگر چه در بخش‌های دیگر ردیف (نظیر دستگاه‌های سه‌گاه و چهارگاه) نیز وجود دارد. به عقیدهٔ داریوش طلایی بسته‌نگار گوشه‌ای است که اهمیت مُدال ندارد و بیشتر به خاطر الگوی ملودیک خاصش شناخته می‌شود، از همین رو در دستگاه‌های مختلف قابل اجراست. محمدرضا آزاده‌فر بسته‌نگار را نمونه‌ای از یک موتیف در ردیف دانسته که در دستگاه‌های مختلف قابل اجراست. ژان دورینگ هم این گوشه را فاقد یک مد مشخص می‌داند. از نمونه قطعه‌های موسیقی در گوشهٔ بسته‌نگار می‌توان به درآمد بسته‌نگار در آلبوم نوبانگ کهن از گروه هم‌آوایان به سرپرستی حسین علیزاده اشاره کرد.

## تاریخچه
به عقیدهٔ برونو نتل، معنای نام «بسته‌نگار»، چهره یا تصویرِ قاب‌گرفته است، اما موسیقی‌شناس ترک، اریک ادرر، این نام را متشکل از دو واژهٔ «بسته» به معنای موسیقی و «نگار» به معنای چهره می‌داند، و کارل سیگنل نیز حدس می‌زند که «بسته» نامی برای مقام عراق بوده باشد.  پیش از آنکه «بسته‌نگار» در متون مربوط به موسیقی به کار برود، به یک پرده (نامی که پیشتر برای مقام‌های موسیقی به کار می‌رفته) به اسم «بسته» اشاره شده که احتمالاً ریشهٔ نام بسته‌نگار است؛ چنین اشاره‌ای را در قابوس‌نامه می‌توان دید. همچنین در رسالهٔ موسیقی محمد بن محمود بن محمد نیشابوری از یک شعبه به نام «بسته» اسم برده شده‌است.
نام مقام «بسته‌نگار» اولین بار در آثار صفی‌الدین ارموی (موسیقی‌دان قرن هفتم هجری) دیده می‌شود؛ در آنجا ارموی بسته‌نگار را یکی از مقام‌های فرعی برمی‌شمرد که با نام اصفهانک و گوَشت هم شناخته می‌شود. اما پس از او در آثار عبدالقادر مراغه‌ای (نظیر جامع الالحان) و دیگران، از بسته‌نگار به عنوان یکی از شعبه‌های بیست و چهارگانه یاد شده‌است که از متعلقات مقام عراق است. در رسالهٔ بهجت الروح نیز بسته‌نگار چنین توضیح داده شده‌است: شروع از درجهٔ نخستِ مایه، سپس حرکت به سه‌گاه و نهفت، و در انتها بازگشت به درجهٔ نخست مایه. در رسالهٔ اشجار و اثمار از علاء منجم (اخترشناس قرن هفتم هجری) نیز هر یک از پرده‌ها به یکی از اجرام آسمانی نسبت داده شده‌است و آمده‌است که «... و پردهٔ رهاوی منسوب است به قمر و پردهٔ بسته‌نگارین زاییدهٔ اوست.»
حدود پنج قرن بعد، فرصت‌الدوله شیرازی در بحورالالحان روایتی را نقل می‌کند که مطابق آن، مقام‌های اصلی در واقع ابداع فیثاغورث بوده و تنها هشت عدد بوده‌اند (عشاق، بوسلیک، راست، عراق، اصفهان، رهاوی، حسینی و حجاز)، و چهار مقام باقی‌مانده بعداً توسط دو نفر به نام «استاد صفدی» و «خواجه شمس‌الدین محقق» استخراج شده‌اند (نوا از عشاق، زنگوله از راست، بزرگ از عراق، و کوچک از اصفهان). وی همچنین ذکر می‌کند که برای کوچک نام «زیرافکن»، برای رهاوی نام «بسته‌نگار»، برای حسینی نام «زیرکش» و برای زنگوله نام «نهاوند» به کار می‌رفته‌است.

### در آثار ادبی
نخستین کسی که به‌طور صریح از پرده‌ها سخن گفته، عنصرالمعالی است که فصل سی و ششم کتاب قابوس‌نامه (مورخ ۴۷۵ قمری) از ده پرده نام می‌برد و یکی از این پرده‌ها «بسته» نام دارد:
نخست بر پردهٔ راست چیزی بگوی پس بر رسم هر پرده چون پردهٔ ماده و پردهٔ عراق و پردهٔ عشاق و پردهٔ زیرافگند و پردهٔ بوسلیک و پردهٔ سپاهان و پردهٔ نوا و پردهٔ بسته و پردهٔ راهوی شرط مطربی به جای آر— عنصرالمعالی در قابوس‌نامه
طغرای مشهدی، شاعر سدهٔ یازدهم هجری نیز در ارغوان زار شفق به نام بسته‌نگار در قالب یک ایهام تناسب اشاره کرده‌است:
| از این ره حور بر صوتش نثار است |  | که نقش جنّتش بسته‌نگار است |
| — طغرای مشهدی                  |  |                          |

## موسیقی عربی و ترکی
در موسیقی ترکی و عربی، بسته‌نگار نامی است که برای یک مقام فرعی به کار می‌رود. این مقام، جزئی از خانوادهٔ مقام سه‌گاه دانسته می‌شود. این مقام در موسیقی عربی متشکل است از جنس سه‌گاه، که مقام صبا به دنبال آن آمده باشد. به این ترتیب، درجات اول تا سوم این مقام با جنس سه‌گاه مطابقت دارد، درجه‌های سوم تا هفتمش با جنس صبا، و درجه‌های پنجم تا هشتم آن به جنس حجاز. در اکتاوِ بالاتر، معمولاً به جای تکرار جنس سه‌گاه، جنس نیریز (نکریز) اجرا می‌شود.
در یک رسالهٔ موسیقی ترکی به نام علم اسرار کتاب ادوار علاوه بر بسته‌نگار، به چند مقام ترکیبی هم اشاره شده از جمله «نگار و نگارنیک»، «گردانیده نگار» و «بستهٔ اصفهان» که احتمالاً از مشتقات بسته‌نگار بوده‌اند.

## موسیقی ردیفی ایران
پس از تحول مقام به دستگاه و شکل‌گیری ردیف، بسته‌نگار تنها به صورت یک گوشهٔ گوشه‌ای سازی (بدون آواز) در ردیف باقی مانده‌است که در ردیف‌های آوازی وجود ندارد. داریوش طلایی از بسته‌نگار (در کنار گوشه‌های دیگری همچون کرشمه، حاجی حسنی، زنگوله و حزین) به عنوان گوشه‌ای نام می‌برد که اهمیت مُدال ندارد و از همین رو در دستگاه‌های مختلف قابل اجراست. به عقیدهٔ او بسته‌نگار در موسیقی ردیفی ایران بیشتر به خاطر الگوی ملودیک خاصش شناخته می‌شود. محمدرضا آزاده‌فر نیز در پایان‌نامه‌ای که در دانشگاه شفیلد دربارهٔ ساختارهای ریتمیک موسیقی ایرانی نوشت، از بسته‌نگار به عنوان نمونه‌ای از یک موتیف در ردیف یاد می‌کند؛ از دید او موتیف‌ها گوشه‌هایی هستند که حاوی یک انگارهٔ ملودیک یا ریتمیک (یا هر دو) هستند که در دستگاه‌های مختلف قابل اجراست. وی برای اثبات این موضوع، نمونه‌هایی از گوشهٔ بسته‌نگار را که در ردیف میرزاعبدالله در آوازهای ابوعطا، بیات ترک و بیات کرد آمده‌اند شاهد می‌گیرد. مجید کیانی نیز از بسته‌نگار در کنار گوشه‌های کرشمه، نغمه، حزین، مثنوی و ساقی‌نامه به عنوان گوشه‌هایی یاد می‌کند که ماهیت مدال ندارند، در دستگاه‌های مختلف قابل اجرا هستند، و بیشتر به صورت انگاره‌هایی ملودیک هستند.
ژان دورینگ هم وجه مشخصهٔ گوشهٔ بسته‌نگار را الگوی ملودیک آن می‌داند (که بالا و پایین می‌رود) و این گوشه را فاقد یک مد مشخص می‌داند. به گفتهٔ او گوشهٔ بسته‌نگار به دو شکل اجرا می‌شود: یک شکل آهسته‌تر که گاهی به آن «نغمه» هم گفته می‌شود، و یک شکل سریع‌تر با ضرب‌آهنگ سه شانزدهم (3
16). به گفتهٔ او شکل اول در آوازهای افشاری و بیات ترک کاربرد دارد و شکل دوم در گوشه‌های زابل و مخالف (که در هر دو دستگاهِ سه‌گاه و چهارگاه وجود دارند) و نیز در بیات کرد، افشاری، حجاز، و عراق. از گوشهٔ بسته‌نگار در دستگاه ماهور نیز نام برده شده‌است. به گفتهٔ ساسان سپنتا، گوشهٔ بسته‌نگار در شور بعد از گوشهٔ حجاز، در افشاری بعد از گوشهٔ جامه‌دران، در سه‌گاه و چهارگاه بعد از گوشهٔ زابل و گوشهٔ حاجی حسنی، و در ماهور و نوا پس از گوشهٔ آشورآوند اجرا می‌شود.
از نمونه قطعه‌های موسیقی در گوشهٔ بسته‌نگار می‌توان به درآمد بسته‌نگار در آلبوم نوبانگ کهن از گروه هم‌آوایان به سرپرستی حسین علیزاده اشاره کرد. علیزاده همچنین در آلبوم هم‌نوایی یک قطعه در گوشهٔ بسته‌نگار در آواز افشاری اجرا کرده‌است.

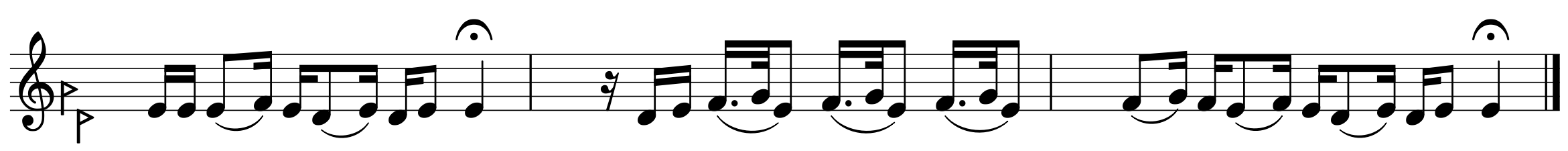
نمونه‌ای از گوشهٔ بسته‌نگار در دستگاه چهارگاه به نقل از هرمز فرهت

## یادداشت
1. ↑  Eric Ederer
2. ↑  Karl Signell
3. ↑  یکی آوازهای شش‌گانه
4. ↑  که در آن زمان جزو شعبات بیست و چهارگانه بودند